# Luke Dillon (4e baron Clonbrock)
Luke Gerald Dillon (10 mars 1834 - 12 mai 1917) est un pair irlandais. 

## Biographie
En 1865, il est nommé haut-shérif du comté de Galway . Il est devenu baron Clonbrock en 1893 à la mort de Robert Dillon (3e baron Clonbrock) et est nommé chevalier de l'Ordre de Saint-Patrick le 29 août 1900 . 
Il épouse Augusta Caroline Crofton, fille d'Edward Crofton (2e baron Crofton) de Mote et Lady Georgina Paget, le 18 juillet 1866 à Roscommon, comté de Roscommon, en Irlande . À la suite de son mariage, l'hon. Augusta Caroline Crofton est titrée baronne Clonbrock le 4 décembre 1893. 
L'instrument de recherche de la collection concernant les documents personnels et politiques de la famille de Dillon, Barons Clonbrock, Ahascragh (comté de Galway, c.1600-1960) est compilé par Stephen Ball, à la Bibliothèque nationale d'Irlande . 